# Gisela von der Aue
Gisela von der Aue, née le 10 juillet 1941 à Westre, est une femme politique allemande membre du Parti social-démocrate d'Allemagne (SPD).
En 1996, elle intègre la Cour des comptes du Brandebourg, dont elle est élue présidente deux ans plus tard. Elle la quitte en 2006 pour devenir membre du Sénat de Berlin chargé la Justice de Berlin dans la coalition rouge-rouge de Klaus Wowereit.

## Éléments personnels

### Formation et carrière
Elle entre à l'université libre de Berlin en 1968, et y suit des études supérieures de droit jusqu'en 1975. Elle obtient son second diplôme juridique d'État trois ans plus tard et accède alors à la profession d'avocate. En 1979, elle intègre la fonction publique de Berlin-Ouest, et travaille notamment au sein de divers départements sénatoriaux, terminant sa carrière dans l'administration de la Abgeordnetenhaus.
Elle rejoint la fonction publique du Brandebourg en 1994, où elle obtient un poste de conseillère scientifique en politique intérieure, communale et juridique du groupe SPD au Landtag de Brandebourg. Élue à la Cour des comptes régionale par les députés régionaux le 12 juin 1996, elle en est désignée présidente en 1998 par le Landtag.

### Vie privée
Elle est mariée à Hartmann von der Aue, ancien directeur à la Chambre des députés de Berlin, et mère de deux enfants.

## Politiquement
Ayant adhéré au Parti social-démocrate d'Allemagne (SPD) en 1968, Gisela von der Aue est nommée sénatrice pour la Justice dans la coalition rouge-rouge de Klaus Wowereit le 23 novembre 2006. Elle est remplacée par Michael Braun le 24 novembre 2011.